# Schützenpanzer 11-2 Kurz
Il Schützenpanzer 11-2 Kurz (anche SPz 11-2) era un veicolo corazzato da ricognizione cingolato della Germania Ovest. Il veicolo era basato sul trasporto truppe francese Hotchkiss TT 6, allungato con l'aggiunta di una quinta ruota portante. La Klöckner-Humboldt-Deutz di Magonza produsse oltre 1.600 veicoli su licenza tra il 1959 e il 1967. La versione più conosciuta era il Spähpanzer, utilizzato da squadre da ricognizione leggera su due veicoli ciascuna.

## Progetto

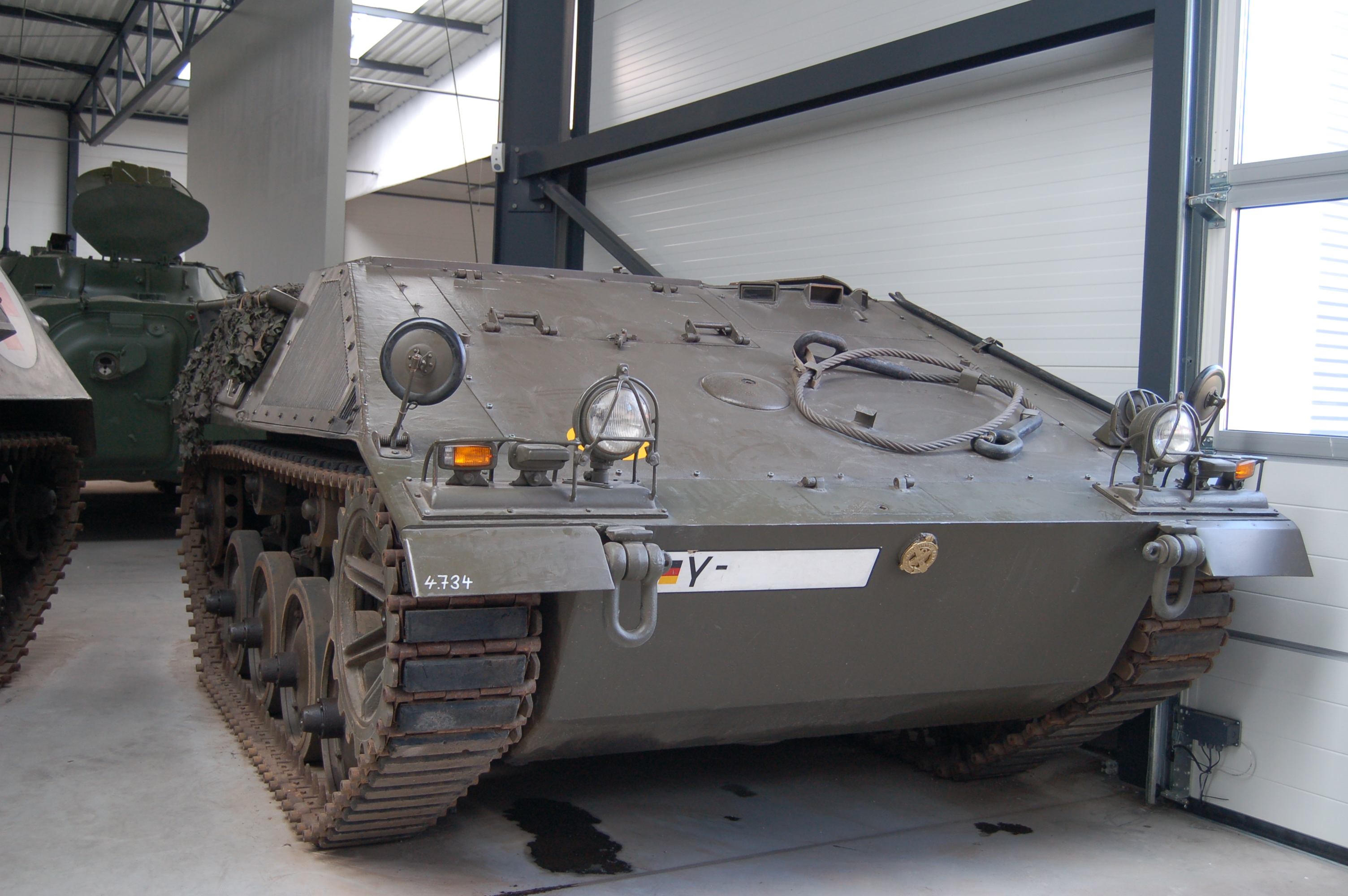
Un Hotchkiss CC 2.

Lo scafo blindato squadrato era costituito da piastre d'acciaio saldato, con piastrone frontale fortemente inclinato, di meno su lati e sul retro. La postazione del conduttore, sulla sinistra della parte frontale, era dotata di tre periscopi e di portello d'accesso. Il motore era situato alla sua destra, sotto le grille di raffreddamento.
Il vano di combattimento era situato nella parte posteriore e accoglieva quattro uomini, le armi personali, munizioni e apparato radio. L'accesso avveniva attraverso due portelli posteriori. La versione Schützenpanzer Kurz era dotata di torretta armata di autocannone da 20 mm e un lanciagranate fumogene su ognuno dei due lati.
Esternamente sulle fiancate erano fissati attrezzi da zappatore, leve, un'ascia e un cavo di traino in acciaio. Il veicolo non era dotato di capacità anfibie né di protezione NBC.
Come il Schützenpanzer Lang HS.30, anche il Schützenpanzer Kurz aveva dei punti deboli: era un mezzo relativamente lento e rumoroso per i compiti di ricognizione e il riduttore di velocità consentiva una retromarcia quasi a passo d'uomo (6 km/h). Inoltre, le ruote motrici frontali erano vulnerabili e si rompevano facilmente nel superamento di gradini.
La caricamento delle munizioni del cannone da 20 mm era difficoltoso a causa dello spazio limitato e del peso del nastro di munizioni; inoltre la procedura richiedeva degli attrezzi specifici. La versione veicolo da combattimento della fanteria non disponeva di telemetro, cosicché la distanza poteva essere solo stimata.
In inverno soli il conduttore beneficiava minimamente del debole sistema di riscaldamento, mentre il resto dell'equipaggio rimaneva esposto alle basse temperature, nonostante le missioni tipiche durassero diversi giorni. Il sistema elettrico era soggetto a guasti e cortocircuiti, quello di alimentazione del carburante soffriva di malfunzionamenti.
A partire dal 1962, i veicoli vennero retrofittati con sistemi fumogeni. La variante 11-2 rimase in servizio con le unità corazzate da ricognizione fino al 1982, la 91-2 con radar da ricognizione fino al 1987. Tutti gli altri veicoli vennero rimpiazzati da Transportpanzer 1 Fuchs e M113 alla fine degli anni settanta. Molti dei veicoli finirono la loro carriera come bersagli nei poligoni, mentre alcuni finirono nei musei o nelle mani di privati.

## Versioni

### Hotchkiss CC 2 e TT 6
L'aziende Hotchkiss venne selezionata nell'agosto 1950 dalle autorità francesi per sviluppare un nuovo blindato cingolato. Vennero realizzati due modelli.
Il Hotchkiss CC2 da rifornimento aveva un treno di rotolamento su quattro ruote portanti e nella parte posteriore montava un cassone di carico non protetto.
Il Hotchkiss TT6 da trasporto truppe era dotato di cinque ruote portanti e scafo allungato, che ospitava mezza squadra di fanteria.
Le prove si svolsero nel giugno 1953, cui seguì un ordine di 50 esemplari nel 1954. Il prolungarsi della guerra d'Algeria pesava sul budget della difesa e segnò l'abbandono della serie di cingolette Hotchkiss, a vantaggio di altri programmi.

### ELC

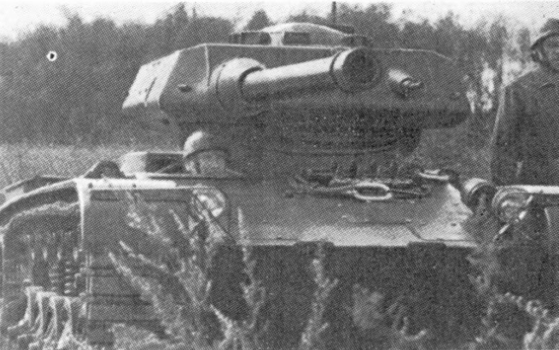
Un ELC bis con cannone da 90 mm.

L'Engin léger de combat o ELC AMX era un cacciacarri con cannone da 90 mm D 914 e 36 colpi, presentato nella sua prima versione nel 1955, realizzato sullo scafo cingolato Hotchkiss a quattro ruote portanti.

### Schützenpanzer Kurz
Una delegazione tedesca nel novembre 1955 valutò le cingolette Hotchkiss, in seguito a un riavvicinamento franco-tedesco. Nel maggio 1956 venne siglato il contratto per una serie di prototipi adattati alle esigenze tedesche. Nell'agosto 1956 venne ordinato il SPz 42-1, veicolo da rifornimento derivato dall'Hotchkiss CC 2, seguito dallo SPz 11-2 Kurz derivato dall'Hotchkiss TT 6, destinato alla ricognizione corazzata e prodotto nin 1.600 esemplari.
Seguirono altre cinque versioni specializzate, per l'evacuazione sanitaria, l'osservazione d'artiglieria, il supporto di fuoco e la sorveglianza radar del campo di battaglia. La produzione venne suddivisa tra Hotchkiss e Klöckner-Humboldt-Deutz. In totale la Bundeswehr ricevette 2.575 esemplari.
| Nome     | Descrizione | Immagine |
| -------- | --- | -------- |
| Typ 11-2 | Versione basica da ricognizione, con torretta a brandeggio manuale armata di cannone Hispano-Suiza HS.820, trasportava mezza squadra (4-5 uomini) per le forze da ricognizione corazzate. |          |
| Typ 2-2  | Ambulanza corazzata con due barelle, equipaggio costituito da conduttore e soccorritore. |          |
| Typ 22-2 | Versione da osservazione per artiglieria, con impianto radio migliorato ed equipaggio di tre uomini. L'impianto radio era costituito da due radio SEM 35 o una SEM 35 e una EM 35. Armamento costituito da una mitragliatrice MG 3 in calibro 7,62 mm NATO con mire per il tiro antiaereo, due lanciagranate fumogene trinati e un periscopio. |          |
| Typ 42-1 | Versione "cargo" con pianale da trasporto/due panche e solo quattro ruote portanti. |          |
| Typ 51-2 | Versione portamortaio equipaggiata con mortaio da 81 mm Tampella e 51 granate, costruito tra il 1959 e il 1964 e utilizzato fino al 1969 |          |
| Typ 91-2 | Versione radar da ricognizione (Radaraufklärungspanzer 91-2), equipaggiata con radar campale AN/TPS 33a, portata di 18.000 m ed equipaggiamento radio potenziato, utilizzata fino al 1987 |          |